# Nephrotoma trilobulata
Nephrotoma trilobulata är en tvåvingeart som beskrevs av Alexander 1936. Nephrotoma trilobulata ingår i släktet Nephrotoma och familjen storharkrankar. Inga underarter finns listade i Catalogue of Life.